# 제31회 청룡영화상
제31회 청룡영화상은 2010년 11월 26일에 열린 시상식이다.

## 수상 및 후보

### 최우수 작품상
- 의형제 - 장훈 수상
- 아저씨 - 이정범
- 이끼 - 강우석
- 전우치 - 최동훈
- 하녀 - 임상수

### 감독상
- 이끼 - 강우석 수상
- 아저씨 - 이정범
- 하녀 - 임상수
- 의형제 - 장훈
- 전우치 - 최동훈

### 남우주연상
- 이끼 - 정재영 수상
- 의형제 - 강동원
- 맨발의 꿈 - 박희순
- 아저씨 - 원빈
- 악마를 보았다 - 이병헌

### 여우주연상
- 심야의 FM - 수애 수상
- 시 - 윤정희 수상
- 하모니 - 김윤진
- 김복남 살인사건의 전말 - 서영희
- 하녀 - 전도연

### 남우조연상
- 이끼 - 유해진 수상
- 의형제 - 고창석
- 시크릿 - 류승룡
- 방자전 - 오달수
- 이끼 - 유준상

### 여우조연상
- 하녀 - 윤여정 수상
- 하모니 - 강예원
- 하모니 - 나문희
- 방자전 - 류현경
- 이끼 - 유선

### 신인남우상
- 포화 속으로 - T.O.P 수상
- 백야행 - 하얀 어둠 속을 걷다 - 고수
- 방자전 - 송새벽
- 마음이 2 - 송중기
- 시라노; 연애조작단 - 최다니엘

### 신인여우상
- 시라노; 연애조작단 - 이민정 수상
- 퀴즈왕 - 심은경
- 방자전 - 조여정
- 김복남 살인사건의 전말 - 지성원
- 용서는 없다 - 한혜진

### 신인감독상
- 내 깡패같은 애인 - 김광식 수상
- 하모니 - 강대규
- 해결사 - 권혁재
- 용서는 없다 - 김형준
- 김복남 살인사건의 전말 - 장철수

### 촬영상
- 악마를 보았다 - 이모개 수상
- 의형제 - 이모개
- 아저씨 - 이태윤
- 포화 속으로 - 최찬민
- 전우치 - 최영환

### 조명상
- 악마를 보았다 - 오승철 수상
- 이끼 - 강대희
- 전우치 - 김성관
- 포화 속으로 - 유영종
- 아저씨 - 이철오

### 음악상
- 악마를 보았다 - 모그 수상
- 심야의 FM - 김준성
- 시라노; 연애조작단 - 김태성
- 하모니 - 신이경
- 아저씨 - 심현정

### 미술상
- 하녀 - 이하준 수상
- 방자전 - 박일현
- 아저씨 - 양홍삼
- 악마를 보았다 - 조화성
- 전우치 - 조화성

### 기술상
- 아저씨 - 박정률 수상
- 이끼 - 장진
- 악마를 보았다 - 정도안 외 1명
- 포화 속으로 - 정도안 외 1명
- 전우치 - Azworks

### 각본상
- 시라노; 연애조작단 - 김현석 수상
- 방자전 - 김대우
- 아저씨 - 이정범
- 의형제 - 장민석
- 김복남 살인사건의 전말 - 최관영

### 인기스타상
- 아저씨 - 원빈 수상
- 포화 속으로 - T.O.P 수상
- 방자전 - 조여정 수상
- 백야행 - 하얀 어둠 속을 걷다 - 손예진 수상

### 한국영화 최다관객상
- 아저씨

### 단편영화상
- 꽃님이 - 정동락 수상